# بدر إبراهيم المطيري
بدر إبراهيم المطيري لاعب كرة قدم كويتي، من مواليد 1 يناير 1989، يلعب الآن مع نادي التضامن الكويتي كلاعب وسط، شارك في كأس الأمير 52 مع نادي الصليبيخات.